# 1866

## Събития
- Първата железопътна линия в България Русе-Варна.

## Родени
- Ангел Нейков, български революционер
- Афанасий Селишчев, руски славист
- Васил Касабов († 1949 г.), български търговец и индустриалец, политик, кмет на Ески Джумая / Търговище (1902 – 1904; 1908 – 1909)[1]
- Мицо Врански, български революционер
- Никола Апостолов, български политик
- Шенка Попова, българска актриса
- 6 януари – Алексей Апостол, финландски диригент
- 13 януари – Георги Иванович Гурджиев, философ-мистик
- 15 януари – Натан Сьодерблум, шведски теолог
- 25 януари – Емил Вандервелд, белгийски политик
- 29 януари – Ромен Ролан, френски писател
- 31 януари/13 февруари – Лев Шестов, руски философ
- 5 февруари – Рейджиро Вакацуки, министър-председател на Япония
- 6 февруари – Стефан Ватев, български лекар
- 7 февруари – Иван Стойков, български военен деец
- 21 февруари – Август фон Васерман, немски бактериолог
- 1 март – Стоян Пушкаров, български военен деец
- 4 април – Петър Абрашев, български юрист
- 7 април – Ани Виванти, италианска писателка и поетеса
- 16 април – Руси Коджаманов, български композитор, диригент и музикален педагог
- 27 април – Пенчо Славейков, български поет
- 1 май – Борис Пожаров, български актьор
- 1 май – Цветан Крачунов († 1932 г.), български търговец и лихвар, политик, кмет на Ески Джумая / Търговище (1924 – 1925)[1]
- 10 май – Леон Бакст, руски художник
- 31 май – Кръстьо Кръстев, български литературен критик и писател
- 16 юни – Германос Каравангелис, костурски митрополит
- 20 юни – Борис Шатц, литовски скулптор
- 20 юни – Иван Бончев, български военен деец
- 26 юни – Джордж Хърбърт Карнарвън, британски археолог
- 14 юли – Милица Николаевна, Велика руска княгиня
- 25 юли – Михаил Попруженко, български славист
- 28 юли – Беатрикс Потър, английска писателка и илюстраторка
- 6 август – Георги Бончев, български геолог
- 7 август – Йордан Митрев, български лесовъд
- 12 август – Хасинто Бенавенте, испански драматург
- 16 август – Иван Бацаров, български лекар и военен деец
- 29 август – Херман Льонс, немски писател
- 29 август – Иван Дорев, български просветен деец и историк
- 21 септември – Хърбърт Уелс, британски писател
- 21 септември – Шарл Никол, френски бактериолог
- 12 октомври – Рамзи Макдоналд, британски политик
- 12 ноември – Сун Ятсен, китайски политик
- 14 ноември – Васил Златарски, български историк
- 15 ноември – Стефан Данаджиев, български лекар
- 17 ноември – Стефан Тасев, български военен деец
- 12 декември – Алфред Вернер, немски химик
- 16 декември – Василий Кандински, руски художник
- 19 декември – Андрей Ляпчев, български политик

## Починали
- 20 юни – Бернхард Риман, немски математик
- 25 юни – Александер фон Нордман, финландски зоолог
- 7 октомври – Робърт Стоктън,